# La Chapelle-sur-Oreuse
La Chapelle-sur-Oreuse är en kommun i departementet Yonne i regionen Bourgogne-Franche-Comté i norra Frankrike. Kommunen ligger i kantonen Sergines som tillhör arrondissementet Sens. År 2022 hade La Chapelle-sur-Oreuse 668 invånare.

## Befolkningsutveckling
Antalet invånare i kommunen La Chapelle-sur-Oreuse
| Referens: INSEE |